# Andrena solitaria
Andrena solitaria är en biart som beskrevs av Warncke 1975. Andrena solitaria ingår i släktet sandbin, och familjen grävbin. Inga underarter finns listade i Catalogue of Life.